# Bir Lehlou
Bir Lehlou is een kleine oase en nederzetting in het noordoosten van Westelijke Sahara.
Het ligt ten oosten van de Marokkaanse barrière, in het door het Polisario bestuurde gebied. Bir Lehlou was tot 2011 de facto de hoofdstad van de Arabische Democratische Republiek Sahara. al-Ajoen wordt als officiële hoofdstad aangemerkt, maar deze stad ligt in het door Marokko bestuurde gebied. Vanuit Bir Lehlou riep al-Wali Mustafa Sayyid in een radioboodschap op 27 februari 1976 de onafhankelijkheid van de Arabische Democratische Republiek Sahara uit. In 2011 werd Tifariti de nieuwe de facto hoofdstad. 
De naam Bir Lehlou komt uit het dialect Hassania dat in de streek wordt gesproken en betekent zoete Bron.

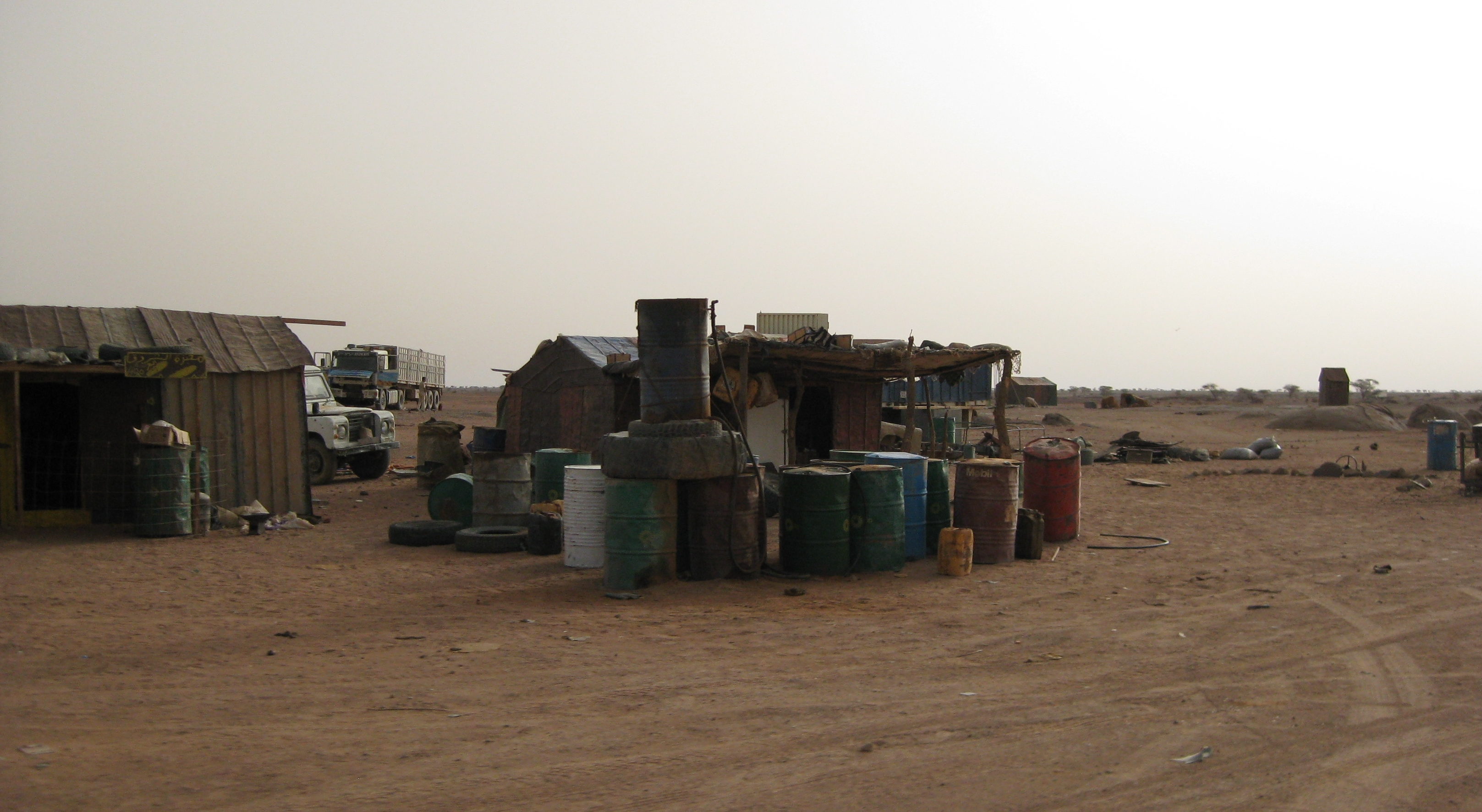
tankstation
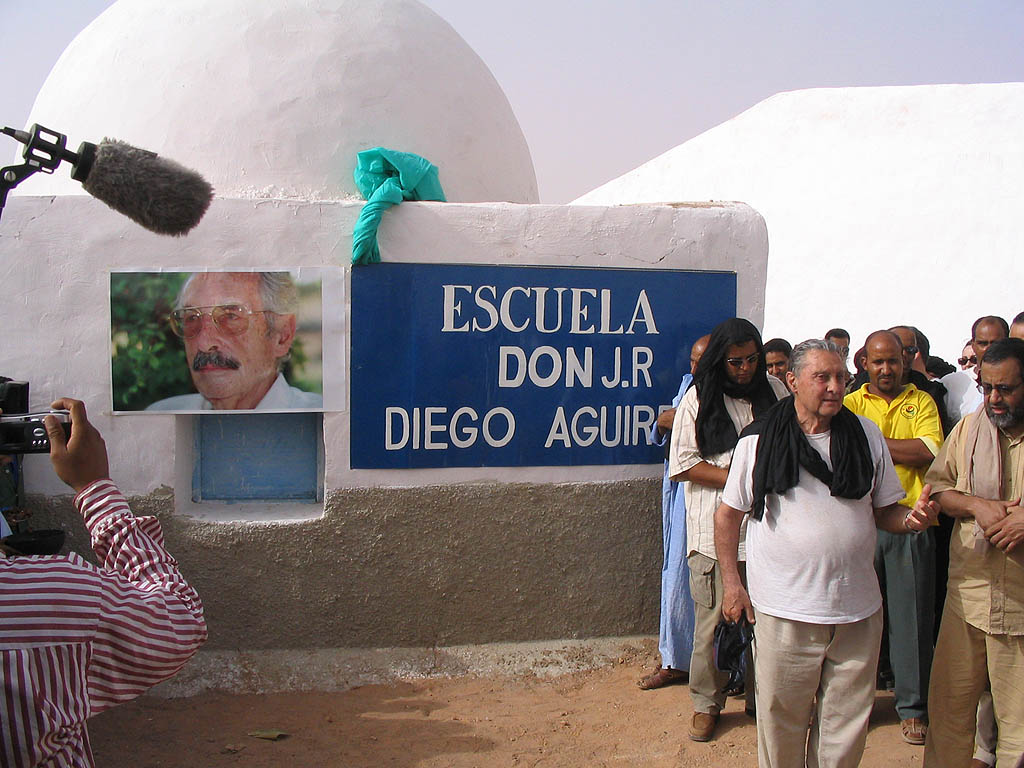
Jose Ramon Diego Aguirre-school

## Partnersteden
Bir Lehlou heeft een stedenband met:
- - Prato
- - Monteroni d'Arbia
- - Montemurlo
- - Campi Bisenzio
- - San Piero a Sieve
- - Capraia e Limite
- - Montevarchi